# Schradera luxurians
Schradera luxurians är en måreväxtart som beskrevs av Paul Carpenter Standley och Julian Alfred Steyermark. Schradera luxurians ingår i släktet Schradera och familjen måreväxter. Inga underarter finns listade i Catalogue of Life.